# Ашрафи, Мухтар Ашрафович
Мухта́р (Ашра́фович) Ашрафи́ (узб. Ashrafiy Muxtor Ashrafovich; 29 мая [11 июня] 1912, Бухара, Бухарский эмират — 15 декабря 1975, Ташкент, Узбекская ССР, СССР) — узбекский советский композитор, дирижёр, педагог, общественный деятель. Народный артист СССР (1951). Заслуженный деятель искусств Узбекской ССР и Таджикской ССР (1970). Лауреат двух Сталинских премий (1943, 1952).  Почетный член Союза композиторов Таджикистана (посмертно). Один из основоположников современной узбекской музыки.

## Биография
Родился 29 мая (11 июня) 1912 года в Бухаре (ныне в Узбекистане) в семье известного народного певца и дутариста Ашрафжана Хафиза, ставшего его первым учителем.
С 7 лет начал играть на народных инструментах.
В 1924—1929 годах учился в Бухарской Восточной музыкальной школе по классу дутара и параллельно занимался в Бухарском институте просвещения.
В 1929—1931 годах обучался в Научно-исследовательском институте музыки и хореографии по классу музыкально-теоретических предметов у H. H. Миронова в Самарканде, в 1934—1936 — в Московской консерватории им. П. И. Чайковского по классу композиции у Б. Шехтера и С. Василенко. В 1941—1944 годах продолжал занятия в Ташкенте у М. О. Штейнберга. В 1948 году экстерном окончил дирижёрский факультет Ленинградской консерватории им. Н. А. Римского-Корсакова.
В 1929—1930 годах — заведующий художественной частью Самаркандского радио.
Творческую деятельность как композитор и дирижёр начал в 1930 году. С 1930 года (с перерывами) — заведующий музыкальной частью (до 1934), художественный руководитель и главный дирижёр Государственного театра оперы и балета им. А. Навои (до 1939 — Узбекский музыкально-драматический театр, ныне Большой театр имени Алишера Навои) в Ташкенте. С 1943 по 1947 и с 1966 по 1970 год — также и директор театра.
С 1944 года — преподаватель дирижирования, в 1947—1962 — директор и заведующий кафедрой оперной подготовки Ташкентской консерватории (ныне — Государственная консерватория Узбекистана) (с 1953 — профессор). С 1971 по 1975 год — ректор консерватории.
В 1964—1966 годах — директор, художественный руководитель и главный дирижёр Самаркандского театра оперы и балета.
С 1940 по 1948 год — заместитель председателя организационного комитета Союза композиторов Узбекской ССР, с 1948 — член правлений Союза композиторов СССР и Союза композиторов Узбекской ССР.
Член ВКП(б) с 1941 года.
Умер 15 декабря 1975 года в Ташкенте. Похоронен на Чигатайском кладбище.

### Семья
- Дочь — Мукаддима (1936—2013), востоковед
- Сын — Фируз (1937—2009), архитектор
- Четыре внука[2].

## Награды и звания
- Народный артист Узбекской ССР (1939)
- Народный артист СССР (06.12.1951)[3]
- Сталинская премия второй степени (1943) — за симфонию № 1 («Героическую») (передана М. Ашрафи в фонд строительства авиаэскадрильи и танковой колонны «Лауреат Сталинской премии»[4])
- Сталинская премия третьей степени (1952) — за кантату «Песнь о счастье»[5]
- Государственная премия Узбекской ССР имени Хамзы (1970) — за балет «Стойкость»[6]
- Заслуженный деятель искусств Узбекской ССР и Таджикской ССР (1970)
- Международная премия им. Дж. Неру (1971) — за балет «Амулет любви»
- Международная премия им. Г. А. Насера (1972) — за балет «Стойкость», поставленному в Каирском театре оперы
- Два ордена Ленина (06.12.1951[7], 12.06.1972[8])
- Два ордена Трудового Красного Знамени (22.12.1939,[9] 18.03.1959[10])
- Орден «Знак Почёта» (31.05.1937)[11]
- Медаль «В ознаменование 100-летия со дня рождения Владимира Ильича Ленина»
- Медаль «За доблестный труд в Великой Отечественной войне 1941—1945 гг.» (25.12.1944[12])

## Основные сочинения
Оперы
- «Буран» (1939, совместно с С. Василенко)
- «Великий канал» (1941, совместно с С. Василенко)
- «Дилором» (1958)
- «Сердце поэта» (1962)

Балеты
- «Амулет любви» (1969)
- «Тимур Малик» (1970)
- «Стойкость» (1971)
- «Любовь и меч» (1973)

Музыкальные драмы
- «Ичкарида» (1933)
- «Шерали» (1943, совм. с С. Василенко и А. Козловским)
- «Мирзо Иззат в Индии» (1963)

Оркестровые сочинения
- Симфония № 1 «Героическая» (1942)
- Симфония № 2 «Слава победителям» (1944)
- Поэма «Утро моей Родины» (1954)
- Поэма-рапсодия «Тимур-Малик» (1963)
- Праздничная увертюра (1964)
- 7 сюит, в т.ч. «Страна весны» (1936), «Ферганская» (1943), «Таджикская» (1952), из музыки к кинофильмам и др.
- Марши

Вокально-симфонические сочинения
- Кантаты: «Узбекистан» (1947, сл. М. Шейхзаде), «Песнь о счастье» (сл. Т. Фаттаха, 1951) (для голоса, хора, оркестра)
- Поэмы: «Витязь в тигровой шкуре» (по Ш. Руставели, совм. с Н. Мироновым, для голоса, хора, оркестра, 1936), «Великий полководец» (совм. с А. Козловским, для хора, оркестра, 1942), «В грозные дни» (для голоса, хора, оркестра, 1967)
- Оратория «Сказание о Рустаме» (1974)

Другие сочинения
- для струнного квартета — сюита на узбекские темы (1948)
- для фортепиано — «Песня без слов»
- для скрипки и фортепиано — сюита (1952), Альбом (8 пьес, 1948)
- для голоса и фортепиано — романсы на слова Физули, А. Навои, А. Лахути, X. Гулямова
- для духового оркестра — марш «Узбекистон» (1941)
- песни (около 30)
- обработки узбекских народных песен
- музыка к театральным постановкам, кинофильмам

### Композиторская фильмография
- 1941 —	Мы победим (короткометражный)
- 1943 —	Насреддин в Бухаре (совм. с Б. Араповым)
- 1954 —	Сестры Рахмановы
- 1965 —	Родившийся в грозу (позже на основе музыки к фильму создал вокально-симфоническую поэму «В грозные дни»)[13]
- 1966 —	Тайна пещеры Каниюта
- 1972 —	Семург
- 1975 —	Восход над Гангом

## Память
- В 1975 году вышла в печать книга воспоминаний композитора «Музыка в моей жизни»
- В 1976 году имя М. Ашрафи было присвоено Ташкентской государственной консерватории
- В 1982 году в Ташкенте открыт Дом-музей Мухтара Ашрафи (ул. Шастри, 20)
- Именем композитора названы одна из улиц (бывшая ул. Рисовая), а также детская музыкальная школа №11 в Ташкенте[14].

## Критика и вопрос плагиата
В книге музыковеда С. М. Волкова «Свидетельство», оформленной как прямая речь Д. Д. Шостаковича, указывается, что большая часть произведений М. Ашрафи сочинена за него другими людьми:
Возьмите удивительный взлет Мухтара Ашрафи, композитора, знаменитого не только в его родном Узбекистане. Он — обладатель двух Сталинских премий, народный артист СССР, профессор. Он даже награждён орденом Ленина. Я так хорошо знаю его звания и награды потому, что изучал его дело. Он оказался беззастенчивым плагиатором и вором. Я был председателем комиссии, которая исключила его. Мы копались в дерьме, «анализируя» его музыку, слушая показания свидетелей. Мы прижали Ашрафи к стенке. Проделали изнурительную работу — и, как оказалось, совершенно впустую. Сначала мы, казалось, достигли некоторого результата: его исключили из Союза композиторов. Но недавно я читал журнал, не помню уж какой именно, и увидел знакомое имя. Ашрафи давал интервью. Он снова был у власти, делился творческими планами, которые оказались весьма обширными. Как тут не умыть руки, не послать все к черту!
Впрочем, статус книги «Свидетельство» считается спорным (текст, возможно, принадлежит Соломону Волкову).
Ещё до публикации «Свидетельства» о «систематическом плагиате» в музыке Ашрафи и его исключении из Союза композиторов сообщал журнал «Советская музыка». Во многих сочинениях, написанных Ашрафи в соавторстве, при публикации и исполнении снимались имена других композиторов, работавших вместе с ним, даже если им принадлежала бо́льшая часть написанной музыки. Заимствования были обнаружены в том числе в опере «Дилором», кантате «Узбекистан», песнях и других произведениях.